# Liste des planètes mineures non numérotées découvertes en janvier 2011
Pour un article plus général, voir Liste des planètes mineures non numérotées découvertes en 2011.
Pour un article plus général, voir Liste des planètes mineures.
Cet article dresse la liste des planètes mineures (astéroïdes, centaures, objets transneptuniens et assimilés) non numérotées découvertes en janvier 2011 dans l'ordre de leur découverte.
Au 15 janvier 2025, 661 077 des 1 434 993 planètes mineures répertoriées par le Centre des planètes mineures ne sont pas encore numérotées, soit 46,07 %.

## Rappel concernant la désignation provisoire
La désignation provisoire indique l'ordre de découverte de ces objets. En effet, cette désignation est composée de l'année de découverte (par exemple 2011) suivie de la quinzaine (demi-mois) de découverte (p.e. A = 1-15 janvier) puis de l'ordre de découverte dans cette quinzaine. Cet ordre est indiqué par une lettre et éventuellement un chiffre comme suit : A pour la première découverte, B pour la deuxième, ..., Z pour la 25e (le I n'est pas utilisé pour éviter la confusion avec 1), A1 pour la 26e, B1 pour la 27e, etc. , Z1 pour la 50e, A2 pour la 51e, B2 pour la 52e, etc. L'ordre de la numérotation ne suit donc pas l'ordre alphanumérique. 2011 AA1 suit ainsi 2011 AZ et précède 2011 AB1.

## Liste

### Du1erau 15 janvier
- 2011 AE
- 2011 AW
- 2011 AL1
- 2011 AM1
- 2011 AN1
- 2011 AQ1
- 2011 AV1
- 2011 AW1
- 2011 AA2
- 2011 AJ2
- 2011 AR2
- 2011 AY2
- 2011 AB3
- 2011 AC3
- 2011 AD3
- 2011 AE3
- 2011 AF3
- 2011 AG3
- 2011 AH3
- 2011 AM3
- 2011 AS3
- 2011 AT3
- 2011 AF4
- 2011 AN4
- 2011 AO4
- 2011 AT4
- 2011 AU4
- 2011 AE5
- 2011 AH5
- 2011 AL5
- 2011 AC6
- 2011 AE6
- 2011 AM6
- 2011 AX6
- 2011 AB7
- 2011 AL7
- 2011 AC8
- 2011 AV8
- 2011 AG9
- 2011 AK9
- 2011 AO9
- 2011 AU9
- 2011 AB10
- 2011 AD10
- 2011 AK10
- 2011 AM11
- 2011 AQ11
- 2011 AM14
- 2011 AT15
- 2011 AY15
- 2011 AE16
- 2011 AM16
- 2011 AN16
- 2011 AR16
- 2011 AT16
- 2011 AZ16
- 2011 AC17
- 2011 AD17
- 2011 AR17
- 2011 AT17
- 2011 AO18
- 2011 AW18
- 2011 AY18
- 2011 AB19
- 2011 AK19
- 2011 AQ19
- 2011 AK20
- 2011 AB21
- 2011 AJ21
- 2011 AS21
- 2011 AX22
- 2011 AY22
- 2011 AZ22
- 2011 AA23
- 2011 AX23
- 2011 AL24
- 2011 AV24
- 2011 AH25
- 2011 AM26
- 2011 AR26
- 2011 AS26
- 2011 AT26
- 2011 AU26
- 2011 AA27
- 2011 AT27
- 2011 AL29
- 2011 AS29
- 2011 AG30
- 2011 AK30
- 2011 AS31
- 2011 AT31
- 2011 AH32
- 2011 AN32
- 2011 AX32
- 2011 AN33
- 2011 AR33
- 2011 AH35
- 2011 AT35
- 2011 AK36
- 2011 AQ36
- 2011 AZ36
- 2011 AA37
- 2011 AB37
- 2011 AE37
- 2011 AF37
- 2011 AJ37
- 2011 AK37
- 2011 AL37
- 2011 AM37
- 2011 AN37
- 2011 AA38
- 2011 AB38
- 2011 AD38
- 2011 AJ38
- 2011 AS38
- 2011 AX38
- 2011 AE39
- 2011 AR40
- 2011 AS40
- 2011 AT40
- 2011 AP41
- 2011 AS41
- 2011 AT41
- 2011 AE42
- 2011 AW42
- 2011 AO43
- 2011 AY45
- 2011 AL46
- 2011 AH47
- 2011 AU47
- 2011 AX47
- 2011 AP49
- 2011 AV49
- 2011 AB50
- 2011 AG50
- 2011 AK50
- 2011 AM50
- 2011 AO50
- 2011 AP50
- 2011 AR50
- 2011 AV50
- 2011 AO51
- 2011 AP51
- 2011 AE52
- 2011 AH52
- 2011 AK52
- 2011 AN52
- 2011 AO52
- 2011 AA53
- 2011 AJ53
- 2011 AL53
- 2011 AD54
- 2011 AL54
- 2011 AM54
- 2011 AO54
- 2011 AP54
- 2011 AT54
- 2011 AX54
- 2011 AY54
- 2011 AA55
- 2011 AC55
- 2011 AM55
- 2011 AT55
- 2011 AV55
- 2011 AY55
- 2011 AB56
- 2011 AG57
- 2011 AY57
- 2011 AA58
- 2011 AE58
- 2011 AW58
- 2011 AA59
- 2011 AJ59
- 2011 AP59
- 2011 AD60
- 2011 AE60
- 2011 AF60
- 2011 AR60
- 2011 AT60
- 2011 AW60
- 2011 AE61
- 2011 AN61
- 2011 AV61
- 2011 AN62
- 2011 AR62
- 2011 AU62
- 2011 AW62
- 2011 AX62
- 2011 AV63
- 2011 AW63
- 2011 AY63
- 2011 AC64
- 2011 AD64
- 2011 AH64
- 2011 AK64
- 2011 AV64
- 2011 AB65
- 2011 AS65
- 2011 AK66
- 2011 AO66
- 2011 AT66
- 2011 AU66
- 2011 AC67
- 2011 AD67
- 2011 AK67
- 2011 AM67
- 2011 AR67
- 2011 AN68
- 2011 AF69
- 2011 AL69
- 2011 AP69
- 2011 AR69
- 2011 AV69
- 2011 AA70
- 2011 AK70
- 2011 AW70
- 2011 AB71
- 2011 AD71
- 2011 AJ71
- 2011 AR71
- 2011 AF75
- 2011 AN75
- 2011 AR75
- 2011 AW75
- 2011 AX75
- 2011 AE77
- 2011 AV77
- 2011 AO78
- 2011 AP78
- 2011 AQ78
- 2011 AR78
- 2011 AV78
- 2011 AW78
- 2011 AD79
- 2011 AL79
- 2011 AX80
- 2011 AY80
- 2011 AN81
- 2011 AW81
- 2011 AY81
- 2011 AA82
- 2011 AD82
- 2011 AG82
- 2011 AL82
- 2011 AO82
- 2011 AT82
- 2011 AV82
- 2011 AW82
- 2011 AD83
- 2011 AG83
- 2011 AH83
- 2011 AJ83
- 2011 AK83
- 2011 AL83
- 2011 AR83
- 2011 AT83
- 2011 AG84
- 2011 AR84
- 2011 AB85
- 2011 AK85
- 2011 AP85
- 2011 AT85
- 2011 AC86
- 2011 AO86
- 2011 AR86
- 2011 AU86
- 2011 AZ86
- 2011 AG87
- 2011 AM87
- 2011 AQ87
- 2011 AU87
- 2011 AV87
- 2011 AW87
- 2011 AX87
- 2011 AY87
- 2011 AA88
- 2011 AG88
- 2011 AJ88
- 2011 AL88
- 2011 AM88
- 2011 AO88
- 2011 AP88
- 2011 AR88
- 2011 AS88
- 2011 AT88
- 2011 AU88
- 2011 AV88
- 2011 AW88
- 2011 AZ88
- 2011 AA89
- 2011 AB89
- 2011 AC89
- 2011 AD89
- 2011 AE89
- 2011 AF89
- 2011 AT89
- 2011 AE90
- 2011 AH90
- 2011 AJ90
- 2011 AS90
- 2011 AU90
- 2011 AW90
- 2011 AX90
- 2011 AY90
- 2011 AB91
- 2011 AD91
- 2011 AF91
- 2011 AL91
- 2011 AN91
- 2011 AW91
- 2011 AY91
- 2011 AZ91
- 2011 AD92
- 2011 AE92
- 2011 AF92
- 2011 AH92
- 2011 AJ92
- 2011 AK92
- 2011 AL92
- 2011 AQ92
- 2011 AS92
- 2011 AX92
- 2011 AY92
- 2011 AZ92
- 2011 AF93
- 2011 AH93
- 2011 AS93
- 2011 AT93
- 2011 AV93
- 2011 AW93
- 2011 AX93
- 2011 AZ93
- 2011 AA94
- 2011 AB94
- 2011 AC94
- 2011 AD94
- 2011 AF94
- 2011 AG94
- 2011 AH94
- 2011 AJ94
- 2011 AK94
- 2011 AM94
- 2011 AU94
- 2011 AW94
- 2011 AX94
- 2011 AA95
- 2011 AB95
- 2011 AC95
- 2011 AD95
- 2011 AE95
- 2011 AF95
- 2011 AX95
- 2011 AF96
- 2011 AG96
- 2011 AH96
- 2011 AJ96
- 2011 AL96
- 2011 AM96
- 2011 AQ96
- 2011 AR96
- 2011 AS96
- 2011 AU96
- 2011 AV96
- 2011 AX96
- 2011 AZ96
- 2011 AB97
- 2011 AD97
- 2011 AJ97
- 2011 AL97
- 2011 AO97
- 2011 AP97
- 2011 AR97
- 2011 AT97
- 2011 AU97
- 2011 AV97
- 2011 AW97
- 2011 AD98
- 2011 AK98
- 2011 AN98
- 2011 AO98
- 2011 AP98
- 2011 AQ98
- 2011 AR98
- 2011 AS98
- 2011 AT98
- 2011 AZ98
- 2011 AB99
- 2011 AC99
- 2011 AD99
- 2011 AE99
- 2011 AF99
- 2011 AJ99
- 2011 AK99
- 2011 AL99
- 2011 AO99
- 2011 AR99
- 2011 AS99
- 2011 AU99
- 2011 AV99
- 2011 AW99
- 2011 AA100
- 2011 AB100
- 2011 AD100
- 2011 AF100
- 2011 AH100
- 2011 AJ100
- 2011 AL100
- 2011 AM100
- 2011 AN100
- 2011 AO100
- 2011 AP100
- 2011 AR100
- 2011 AS100
- 2011 AV100
- 2011 AX100
- 2011 AY100
- 2011 AA101
- 2011 AB101
- 2011 AC101
- 2011 AD101
- 2011 AE101
- 2011 AF101
- 2011 AG101
- 2011 AH101
- 2011 AJ101
- 2011 AL101
- 2011 AO101
- 2011 AS101
- 2011 AT101
- 2011 AY101
- 2011 AZ101
- 2011 AA102
- 2011 AC102
- 2011 AF102
- 2011 AK102
- 2011 AL102
- 2011 AM102
- 2011 AN102
- 2011 AP102
- 2011 AQ102
- 2011 AR102
- 2011 AS102
- 2011 AT102
- 2011 AV102
- 2011 AW102
- 2011 AX102
- 2011 AY102
- 2011 AZ102
- 2011 AA103
- 2011 AC103
- 2011 AD103
- 2011 AE103
- 2011 AK103
- 2011 AL103
- 2011 AM103
- 2011 AN103
- 2011 AO103
- 2011 AQ103
- 2011 AR103
- 2011 AS103
- 2011 AT103
- 2011 AU103
- 2011 AV103
- 2011 AC104
- 2011 AD104
- 2011 AE104
- 2011 AF104
- 2011 AK104
- 2011 AL104
- 2011 AO104
- 2011 AP104
- 2011 AQ104
- 2011 AS104
- 2011 AU104
- 2011 AV104
- 2011 AX104
- 2011 AY104
- 2011 AZ104
- 2011 AA105
- 2011 AB105
- 2011 AC105
- 2011 AD105
- 2011 AG105
- 2011 AH105
- 2011 AJ105
- 2011 AL105
- 2011 AM105
- 2011 AO105
- 2011 AP105
- 2011 AR105
- 2011 AT105
- 2011 AU105
- 2011 AV105
- 2011 AX105
- 2011 AY105
- 2011 AZ105
- 2011 AA106
- 2011 AB106
- 2011 AD106
- 2011 AF106
- 2011 AG106
- 2011 AH106
- 2011 AJ106
- 2011 AK106
- 2011 AL106
- 2011 AM106
- 2011 AN106
- 2011 AO106
- 2011 AP106
- 2011 AQ106
- 2011 AS106
- 2011 AU106
- 2011 AW106
- 2011 AX106
- 2011 AY106
- 2011 AB107
- 2011 AC107
- 2011 AD107
- 2011 AE107
- 2011 AF107
- 2011 AG107
- 2011 AH107
- 2011 AJ107
- 2011 AK107
- 2011 AL107
- 2011 AO107
- 2011 AP107
- 2011 AQ107
- 2011 AR107
- 2011 AT107
- 2011 AU107
- 2011 AV107
- 2011 AY107
- 2011 AZ107
- 2011 AA108
- 2011 AC108
- 2011 AD108
- 2011 AE108
- 2011 AF108
- 2011 AG108
- 2011 AH108
- 2011 AJ108
- 2011 AK108
- 2011 AL108
- 2011 AM108
- 2011 AN108
- 2011 AO108
- 2011 AP108
- 2011 AR108
- 2011 AS108
- 2011 AU108
- 2011 AV108
- 2011 AW108
- 2011 AZ108
- 2011 AA109
- 2011 AB109
- 2011 AC109
- 2011 AD109
- 2011 AE109
- 2011 AF109
- 2011 AG109
- 2011 AH109
- 2011 AJ109
- 2011 AK109
- 2011 AL109
- 2011 AM109
- 2011 AN109
- 2011 AO109
- 2011 AP109
- 2011 AQ109
- 2011 AR109
- 2011 AS109
- 2011 AT109
- 2011 AV109
- 2011 AW109
- 2011 AX109
- 2011 AY109
- 2011 AA110
- 2011 AB110
- 2011 AC110
- 2011 AG110
- 2011 AH110
- 2011 AJ110
- 2011 AL110
- 2011 AO110
- 2011 AP110
- 2011 AQ110
- 2011 AR110
- 2011 AS110
- 2011 AT110
- 2011 AU110
- 2011 AV110
- 2011 AW110
- 2011 AX110
- 2011 AY110
- 2011 AZ110
- 2011 AA111
- 2011 AB111
- 2011 AC111
- 2011 AE111
- 2011 AF111
- 2011 AG111
- 2011 AH111
- 2011 AJ111
- 2011 AK111
- 2011 AL111
- 2011 AM111
- 2011 AN111
- 2011 AO111
- 2011 AP111
- 2011 AQ111
- 2011 AR111
- 2011 AS111
- 2011 AT111
- 2011 AU111
- 2011 AV111
- 2011 AW111
- 2011 AX111
- 2011 AY111
- 2011 AZ111
- 2011 AA112
- 2011 AB112
- 2011 AC112
- 2011 AD112
- 2011 AE112
- 2011 AG112
- 2011 AJ112
- 2011 AK112
- 2011 AL112
- 2011 AM112
- 2011 AN112
- 2011 AO112
- 2011 AP112
- 2011 AR112

### Du 16 au 31 janvier
- 2011 BA
- 2011 BB
- 2011 BC
- 2011 BM
- 2011 BR
- 2011 BX
- 2011 BZ
- 2011 BA1
- 2011 BE1
- 2011 BK1
- 2011 BP1
- 2011 BT1
- 2011 BU1
- 2011 BX1
- 2011 BB2
- 2011 BM3
- 2011 BX3
- 2011 BY3
- 2011 BK4
- 2011 BD5
- 2011 BO5
- 2011 BQ5
- 2011 BR5
- 2011 BX6
- 2011 BL7
- 2011 BO7
- 2011 BR7
- 2011 BU7
- 2011 BG8
- 2011 BX8
- 2011 BK9
- 2011 BX9
- 2011 BA10
- 2011 BF10
- 2011 BG10
- 2011 BJ10
- 2011 BU10
- 2011 BV10
- 2011 BW10
- 2011 BX10
- 2011 BY10
- 2011 BM11
- 2011 BP11
- 2011 BV11
- 2011 BW11
- 2011 BX11
- 2011 BY11
- 2011 BZ11
- 2011 BA12
- 2011 BY12
- 2011 BO13
- 2011 BE14
- 2011 BU14
- 2011 BZ14
- 2011 BK15
- 2011 BV15
- 2011 BW16
- 2011 BZ16
- 2011 BD17
- 2011 BV17
- 2011 BX17
- 2011 BC18
- 2011 BM18
- 2011 BS18
- 2011 BT18
- 2011 BW18
- 2011 BY18
- 2011 BZ18
- 2011 BA19
- 2011 BB19
- 2011 BD19
- 2011 BJ19
- 2011 BL19
- 2011 BO20
- 2011 BP20
- 2011 BS20
- 2011 BO21
- 2011 BQ21
- 2011 BC22
- 2011 BD22
- 2011 BF22
- 2011 BY22
- 2011 BC23
- 2011 BE23
- 2011 BF23
- 2011 BJ23
- 2011 BK23
- 2011 BM23
- 2011 BQ23
- 2011 BU23
- 2011 BE24
- 2011 BF24
- 2011 BG24
- 2011 BL24
- 2011 BP24
- 2011 BY24
- 2011 BG25
- 2011 BR25
- 2011 BP26
- 2011 BT27
- 2011 BO28
- 2011 BR28
- 2011 BY28
- 2011 BB29
- 2011 BO29
- 2011 BP29
- 2011 BQ29
- 2011 BY29
- 2011 BZ29
- 2011 BA30
- 2011 BN30
- 2011 BR30
- 2011 BB31
- 2011 BC31
- 2011 BH31
- 2011 BJ31
- 2011 BS31
- 2011 BT31
- 2011 BW31
- 2011 BF32
- 2011 BH32
- 2011 BQ32
- 2011 BC33
- 2011 BH33
- 2011 BQ33
- 2011 BS33
- 2011 BD34
- 2011 BG34
- 2011 BO34
- 2011 BU34
- 2011 BF35
- 2011 BH35
- 2011 BS35
- 2011 BU35
- 2011 BJ36
- 2011 BK36
- 2011 BR36
- 2011 BW36
- 2011 BA37
- 2011 BF37
- 2011 BL37
- 2011 BM37
- 2011 BU37
- 2011 BE38
- 2011 BP38
- 2011 BF39
- 2011 BG39
- 2011 BH39
- 2011 BJ39
- 2011 BL39
- 2011 BW39
- 2011 BC40
- 2011 BD40
- 2011 BF40
- 2011 BG40
- 2011 BH40
- 2011 BL40
- 2011 BO40
- 2011 BP40
- 2011 BQ40
- 2011 BS40
- 2011 BD41
- 2011 BO41
- 2011 BP41
- 2011 BY41
- 2011 BG42
- 2011 BK42
- 2011 BO42
- 2011 BP42
- 2011 BA43
- 2011 BB43
- 2011 BF43
- 2011 BO43
- 2011 BS43
- 2011 BV43
- 2011 BZ43
- 2011 BA44
- 2011 BJ44
- 2011 BR44
- 2011 BY44
- 2011 BZ44
- 2011 BA45
- 2011 BF45
- 2011 BG45
- 2011 BK45
- 2011 BL45
- 2011 BM45
- 2011 BQ45
- 2011 BS45
- 2011 BT45
- 2011 BV45
- 2011 BZ45
- 2011 BA46
- 2011 BF46
- 2011 BM46
- 2011 BW46
- 2011 BD48
- 2011 BE48
- 2011 BH48
- 2011 BO48
- 2011 BT48
- 2011 BC49
- 2011 BD49
- 2011 BE49
- 2011 BM49
- 2011 BO49
- 2011 BR49
- 2011 BW49
- 2011 BK50
- 2011 BN50
- 2011 BO50
- 2011 BQ50
- 2011 BR50
- 2011 BZ50
- 2011 BL51
- 2011 BX51
- 2011 BY51
- 2011 BZ51
- 2011 BN52
- 2011 BO52
- 2011 BZ53
- 2011 BJ54
- 2011 BU54
- 2011 BX54
- 2011 BH55
- 2011 BS55
- 2011 BU55
- 2011 BB56
- 2011 BW56
- 2011 BF57
- 2011 BH57
- 2011 BL57
- 2011 BM57
- 2011 BP57
- 2011 BR57
- 2011 BX57
- 2011 BZ57
- 2011 BD58
- 2011 BL58
- 2011 BM58
- 2011 BV58
- 2011 BW58
- 2011 BZ58
- 2011 BD59
- 2011 BF59
- 2011 BG59
- 2011 BH59
- 2011 BK59
- 2011 BM59
- 2011 BN59
- 2011 BO59
- 2011 BT59
- 2011 BU59
- 2011 BV59
- 2011 BW59
- 2011 BX59
- 2011 BY59
- 2011 BZ59
- 2011 BA60
- 2011 BG60
- 2011 BZ60
- 2011 BH61
- 2011 BK61
- 2011 BN61
- 2011 BX61
- 2011 BB62
- 2011 BC62
- 2011 BG62
- 2011 BG63
- 2011 BE64
- 2011 BH64
- 2011 BM64
- 2011 BQ64
- 2011 BU64
- 2011 BY64
- 2011 BA65
- 2011 BJ65
- 2011 BL65
- 2011 BX65
- 2011 BB66
- 2011 BF66
- 2011 BK66
- 2011 BD67
- 2011 BE67
- 2011 BK67
- 2011 BM67
- 2011 BN67
- 2011 BP67
- 2011 BW67
- 2011 BZ67
- 2011 BA68
- 2011 BC68
- 2011 BK68
- 2011 BO68
- 2011 BP68
- 2011 BZ68
- 2011 BE69
- 2011 BF69
- 2011 BL69
- 2011 BY69
- 2011 BC70
- 2011 BG70
- 2011 BJ70
- 2011 BO70
- 2011 BT70
- 2011 BB71
- 2011 BD71
- 2011 BG71
- 2011 BH71
- 2011 BL71
- 2011 BM71
- 2011 BS71
- 2011 BU71
- 2011 BW71
- 2011 BX71
- 2011 BB72
- 2011 BC72
- 2011 BH72
- 2011 BM72
- 2011 BO72
- 2011 BS72
- 2011 BC73
- 2011 BE73
- 2011 BK73
- 2011 BS73
- 2011 BU74
- 2011 BB75
- 2011 BC75
- 2011 BF75
- 2011 BJ75
- 2011 BK75
- 2011 BN75
- 2011 BV75
- 2011 BX75
- 2011 BB76
- 2011 BC76
- 2011 BD76
- 2011 BF76
- 2011 BG76
- 2011 BT76
- 2011 BZ76
- 2011 BB77
- 2011 BC77
- 2011 BG77
- 2011 BM78
- 2011 BV78
- 2011 BD81
- 2011 BH81
- 2011 BN81
- 2011 BS81
- 2011 BG82
- 2011 BY82
- 2011 BN83
- 2011 BZ85
- 2011 BB86
- 2011 BC86
- 2011 BK86
- 2011 BO86
- 2011 BQ86
- 2011 BG87
- 2011 BJ87
- 2011 BK87
- 2011 BV87
- 2011 BP89
- 2011 BR89
- 2011 BS89
- 2011 BE90
- 2011 BF90
- 2011 BM90
- 2011 BT90
- 2011 BD91
- 2011 BF91
- 2011 BJ91
- 2011 BQ91
- 2011 BS91
- 2011 BK92
- 2011 BQ92
- 2011 BV93
- 2011 BN94
- 2011 BK95
- 2011 BO95
- 2011 BV95
- 2011 BA96
- 2011 BG96
- 2011 BM96
- 2011 BN96
- 2011 BR96
- 2011 BE97
- 2011 BH97
- 2011 BL97
- 2011 BY97
- 2011 BG98
- 2011 BP98
- 2011 BY98
- 2011 BD99
- 2011 BL99
- 2011 BQ99
- 2011 BG100
- 2011 BR101
- 2011 BE102
- 2011 BV102
- 2011 BC103
- 2011 BW103
- 2011 BC104
- 2011 BD104
- 2011 BT104
- 2011 BZ104
- 2011 BD105
- 2011 BF105
- 2011 BJ105
- 2011 BN105
- 2011 BO105
- 2011 BY105
- 2011 BZ105
- 2011 BA106
- 2011 BF106
- 2011 BH106
- 2011 BK106
- 2011 BM106
- 2011 BO106
- 2011 BQ106
- 2011 BS106
- 2011 BV106
- 2011 BZ106
- 2011 BB107
- 2011 BE107
- 2011 BG107
- 2011 BH107
- 2011 BK107
- 2011 BO107
- 2011 BT107
- 2011 BV107
- 2011 BY107
- 2011 BZ107
- 2011 BA108
- 2011 BB108
- 2011 BD108
- 2011 BF108
- 2011 BH108
- 2011 BK108
- 2011 BL108
- 2011 BM108
- 2011 BR108
- 2011 BT108
- 2011 BY108
- 2011 BZ108
- 2011 BA109
- 2011 BE109
- 2011 BF109
- 2011 BL109
- 2011 BQ109
- 2011 BR109
- 2011 BS109
- 2011 BT109
- 2011 BY109
- 2011 BZ109
- 2011 BC110
- 2011 BD110
- 2011 BF110
- 2011 BG110
- 2011 BH110
- 2011 BJ110
- 2011 BK110
- 2011 BL110
- 2011 BQ110
- 2011 BS110
- 2011 BV110
- 2011 BZ110
- 2011 BE111
- 2011 BF111
- 2011 BM111
- 2011 BN111
- 2011 BO111
- 2011 BS111
- 2011 BV111
- 2011 BX111
- 2011 BB112
- 2011 BD112
- 2011 BJ112
- 2011 BK112
- 2011 BL112
- 2011 BM112
- 2011 BS112
- 2011 BV112
- 2011 BW112
- 2011 BB113
- 2011 BE113
- 2011 BF113
- 2011 BG113
- 2011 BJ113
- 2011 BK113
- 2011 BN113
- 2011 BO113
- 2011 BP113
- 2011 BR113
- 2011 BU113
- 2011 BV113
- 2011 BX113
- 2011 BZ113
- 2011 BA114
- 2011 BB114
- 2011 BF114
- 2011 BJ114
- 2011 BN114
- 2011 BP114
- 2011 BW114
- 2011 BD115
- 2011 BO115
- 2011 BV115
- 2011 BA116
- 2011 BU116
- 2011 BV117
- 2011 BJ119
- 2011 BL119
- 2011 BV119
- 2011 BZ119
- 2011 BD120
- 2011 BK120
- 2011 BH121
- 2011 BL121
- 2011 BN121
- 2011 BS123
- 2011 BA125
- 2011 BX125
- 2011 BD126
- 2011 BO126
- 2011 BR126
- 2011 BX126
- 2011 BB127
- 2011 BE127
- 2011 BK127
- 2011 BN127
- 2011 BW127
- 2011 BX127
- 2011 BY127
- 2011 BZ127
- 2011 BB128
- 2011 BE128
- 2011 BF128
- 2011 BG128
- 2011 BH128
- 2011 BP128
- 2011 BT128
- 2011 BX128
- 2011 BC129
- 2011 BH129
- 2011 BK129
- 2011 BN129
- 2011 BQ129
- 2011 BT129
- 2011 BW129
- 2011 BZ129
- 2011 BD130
- 2011 BM130
- 2011 BO130
- 2011 BV130
- 2011 BZ130
- 2011 BC131
- 2011 BM131
- 2011 BN131
- 2011 BQ131
- 2011 BT131
- 2011 BU131
- 2011 BB132
- 2011 BC132
- 2011 BD132
- 2011 BE132
- 2011 BQ132
- 2011 BV132
- 2011 BW132
- 2011 BZ132
- 2011 BG133
- 2011 BH133
- 2011 BJ133
- 2011 BM133
- 2011 BZ133
- 2011 BA134
- 2011 BG134
- 2011 BM134
- 2011 BO134
- 2011 BQ134
- 2011 BR134
- 2011 BT134
- 2011 BX134
- 2011 BZ134
- 2011 BH135
- 2011 BK135
- 2011 BN135
- 2011 BR135
- 2011 BS135
- 2011 BW135
- 2011 BD136
- 2011 BF136
- 2011 BN136
- 2011 BP136
- 2011 BT136
- 2011 BF137
- 2011 BK137
- 2011 BL137
- 2011 BP137
- 2011 BQ137
- 2011 BR137
- 2011 BW137
- 2011 BX137
- 2011 BZ137
- 2011 BA138
- 2011 BC138
- 2011 BQ138
- 2011 BX138
- 2011 BC139
- 2011 BG139
- 2011 BL139
- 2011 BU139
- 2011 BV139
- 2011 BX139
- 2011 BA140
- 2011 BE140
- 2011 BF140
- 2011 BH140
- 2011 BK140
- 2011 BM140
- 2011 BV140
- 2011 BA141
- 2011 BC141
- 2011 BD141
- 2011 BG141
- 2011 BJ141
- 2011 BK141
- 2011 BP141
- 2011 BV141
- 2011 BZ141
- 2011 BD142
- 2011 BE142
- 2011 BH142
- 2011 BJ142
- 2011 BM142
- 2011 BV142
- 2011 BW142
- 2011 BB143
- 2011 BD143
- 2011 BL143
- 2011 BO143
- 2011 BS143
- 2011 BU143
- 2011 BA144
- 2011 BD144
- 2011 BG144
- 2011 BK144
- 2011 BO144
- 2011 BT144
- 2011 BX144
- 2011 BE145
- 2011 BF145
- 2011 BH145
- 2011 BJ145
- 2011 BM145
- 2011 BO145
- 2011 BR145
- 2011 BV145
- 2011 BY145
- 2011 BF146
- 2011 BL146
- 2011 BT146
- 2011 BC147
- 2011 BE147
- 2011 BO147
- 2011 BS147
- 2011 BZ147
- 2011 BD148
- 2011 BE148
- 2011 BF148
- 2011 BH148
- 2011 BJ148
- 2011 BT148
- 2011 BX148
- 2011 BY148
- 2011 BA149
- 2011 BC149
- 2011 BL149
- 2011 BP149
- 2011 BR149
- 2011 BU149
- 2011 BC150
- 2011 BO150
- 2011 BR150
- 2011 BT150
- 2011 BV150
- 2011 BY150
- 2011 BE151
- 2011 BK151
- 2011 BO151
- 2011 BP151
- 2011 BQ151
- 2011 BS151
- 2011 BT151
- 2011 BU151
- 2011 BW151
- 2011 BX151
- 2011 BC152
- 2011 BR152
- 2011 BT152
- 2011 BW153
- 2011 BY153
- 2011 BA154
- 2011 BC154
- 2011 BH154
- 2011 BK154
- 2011 BP154
- 2011 BQ154
- 2011 BX154
- 2011 BY154
- 2011 BZ154
- 2011 BE155
- 2011 BF155
- 2011 BN155
- 2011 BQ155
- 2011 BS155
- 2011 BT155
- 2011 BU155
- 2011 BY155
- 2011 BZ155
- 2011 BB156
- 2011 BF156
- 2011 BG156
- 2011 BL156
- 2011 BM156
- 2011 BP156
- 2011 BT156
- 2011 BU156
- 2011 BX156
- 2011 BY156
- 2011 BZ156
- 2011 BD157
- 2011 BE157
- 2011 BG157
- 2011 BJ157
- 2011 BL157
- 2011 BR157
- 2011 BW157
- 2011 BA158
- 2011 BD158
- 2011 BF158
- 2011 BH158
- 2011 BK158
- 2011 BL158
- 2011 BN158
- 2011 BP158
- 2011 BR158
- 2011 BU158
- 2011 BD159
- 2011 BE159
- 2011 BG159
- 2011 BP159
- 2011 BQ159
- 2011 BZ159
- 2011 BA160
- 2011 BC160
- 2011 BD160
- 2011 BJ160
- 2011 BO160
- 2011 BU160
- 2011 BV160
- 2011 BD163
- 2011 BH163
- 2011 BM163
- 2011 BS163
- 2011 BT163
- 2011 BU163
- 2011 BZ163
- 2011 BA164
- 2011 BB164
- 2011 BG164
- 2011 BR164
- 2011 BS164
- 2011 BO165
- 2011 BX165
- 2011 BK166
- 2011 BM166
- 2011 BQ166
- 2011 BU166
- 2011 BV166
- 2011 BX166
- 2011 BY166
- 2011 BA167
- 2011 BB167
- 2011 BC167
- 2011 BD167
- 2011 BE167
- 2011 BG167
- 2011 BH167
- 2011 BK167
- 2011 BM167
- 2011 BS167
- 2011 BT167
- 2011 BF168
- 2011 BH168
- 2011 BL168
- 2011 BM168
- 2011 BQ168
- 2011 BR168
- 2011 BU168
- 2011 BV168
- 2011 BW168
- 2011 BX168
- 2011 BB169
- 2011 BD169
- 2011 BH169
- 2011 BU169
- 2011 BF170
- 2011 BG170
- 2011 BL170
- 2011 BN170
- 2011 BB171
- 2011 BE171
- 2011 BG171
- 2011 BH171
- 2011 BQ171
- 2011 BZ171
- 2011 BE172
- 2011 BN172
- 2011 BO172
- 2011 BW172
- 2011 BX172
- 2011 BA173
- 2011 BF173
- 2011 BN173
- 2011 BU173
- 2011 BV173
- 2011 BX173
- 2011 BA174
- 2011 BB174
- 2011 BG174
- 2011 BJ174
- 2011 BK174
- 2011 BM174
- 2011 BN174
- 2011 BP174
- 2011 BQ174
- 2011 BS174
- 2011 BF175
- 2011 BJ175
- 2011 BO175
- 2011 BP175
- 2011 BT175
- 2011 BW175
- 2011 BA176
- 2011 BD176
- 2011 BE176
- 2011 BH176
- 2011 BM176
- 2011 BN176
- 2011 BQ176
- 2011 BS176
- 2011 BY176
- 2011 BZ176
- 2011 BB177
- 2011 BD177
- 2011 BG177
- 2011 BH177
- 2011 BJ177
- 2011 BK177
- 2011 BM177
- 2011 BO177
- 2011 BR177
- 2011 BV177
- 2011 BW177
- 2011 BX177
- 2011 BE178
- 2011 BG178
- 2011 BH178
- 2011 BK178
- 2011 BN178
- 2011 BO178
- 2011 BP178
- 2011 BQ178
- 2011 BR178
- 2011 BS178
- 2011 BT178
- 2011 BU178
- 2011 BV178
- 2011 BY178
- 2011 BZ178
- 2011 BA179
- 2011 BB179
- 2011 BC179
- 2011 BD179
- 2011 BE179
- 2011 BF179
- 2011 BG179
- 2011 BJ179
- 2011 BK179
- 2011 BL179
- 2011 BM179
- 2011 BN179
- 2011 BO179
- 2011 BP179
- 2011 BQ179
- 2011 BS179
- 2011 BV179
- 2011 BW179
- 2011 BY179
- 2011 BZ179
- 2011 BA180
- 2011 BB180
- 2011 BC180
- 2011 BE180
- 2011 BF180
- 2011 BG180
- 2011 BJ180
- 2011 BK180
- 2011 BM180
- 2011 BN180
- 2011 BO180
- 2011 BP180
- 2011 BQ180
- 2011 BR180
- 2011 BT180
- 2011 BU180
- 2011 BV180
- 2011 BW180
- 2011 BX180
- 2011 BY180
- 2011 BZ180
- 2011 BA181
- 2011 BB181
- 2011 BC181
- 2011 BD181
- 2011 BE181
- 2011 BF181
- 2011 BG181
- 2011 BJ181
- 2011 BD182
- 2011 BG182
- 2011 BK182
- 2011 BR182
- 2011 BS182
- 2011 BT182
- 2011 BV182
- 2011 BW182
- 2011 BB183
- 2011 BC183
- 2011 BG183
- 2011 BJ183
- 2011 BL183
- 2011 BO183
- 2011 BS183
- 2011 BV183
- 2011 BW183
- 2011 BZ183
- 2011 BA184
- 2011 BD184
- 2011 BF184
- 2011 BG184
- 2011 BH184
- 2011 BJ184
- 2011 BN184
- 2011 BQ184
- 2011 BS184
- 2011 BX184
- 2011 BY184
- 2011 BZ184
- 2011 BB185
- 2011 BE185
- 2011 BG185
- 2011 BH185
- 2011 BJ185
- 2011 BL185
- 2011 BM185
- 2011 BN185
- 2011 BO185
- 2011 BP185
- 2011 BR185
- 2011 BS185
- 2011 BW185
- 2011 BX185
- 2011 BY185
- 2011 BZ185
- 2011 BA186
- 2011 BB186
- 2011 BF186
- 2011 BG186
- 2011 BH186
- 2011 BJ186
- 2011 BK186
- 2011 BL186
- 2011 BM186
- 2011 BN186
- 2011 BO186
- 2011 BP186
- 2011 BQ186
- 2011 BR186
- 2011 BS186
- 2011 BU186
- 2011 BV186
- 2011 BW186
- 2011 BX186
- 2011 BY186
- 2011 BZ186
- 2011 BA187
- 2011 BB187
- 2011 BC187
- 2011 BD187
- 2011 BF187
- 2011 BG187
- 2011 BH187
- 2011 BJ187
- 2011 BK187
- 2011 BB188
- 2011 BF188
- 2011 BG188
- 2011 BH188
- 2011 BJ188
- 2011 BM188
- 2011 BN188
- 2011 BQ188
- 2011 BU188
- 2011 BV188
- 2011 BW188
- 2011 BZ188
- 2011 BA189
- 2011 BC189
- 2011 BD189
- 2011 BF189
- 2011 BG189
- 2011 BH189
- 2011 BJ189
- 2011 BK189
- 2011 BM189
- 2011 BN189
- 2011 BP189
- 2011 BS189
- 2011 BT189
- 2011 BU189
- 2011 BV189
- 2011 BW189
- 2011 BY189
- 2011 BZ189
- 2011 BA190
- 2011 BC190
- 2011 BD190
- 2011 BE190
- 2011 BF190
- 2011 BH190
- 2011 BK190
- 2011 BL190
- 2011 BM190
- 2011 BN190
- 2011 BO190
- 2011 BP190
- 2011 BQ190
- 2011 BR190
- 2011 BS190
- 2011 BT190
- 2011 BY190
- 2011 BB191
- 2011 BF191
- 2011 BJ191
- 2011 BK191
- 2011 BL191
- 2011 BM191
- 2011 BN191
- 2011 BO191
- 2011 BP191
- 2011 BQ191
- 2011 BR191
- 2011 BS191
- 2011 BT191
- 2011 BU191
- 2011 BV191
- 2011 BW191
- 2011 BX191
- 2011 BY191
- 2011 BZ191
- 2011 BA192
- 2011 BB192
- 2011 BH192
- 2011 BM192
- 2011 BP192
- 2011 BR192
- 2011 BS192
- 2011 BT192
- 2011 BV192
- 2011 BY192
- 2011 BZ192
- 2011 BA193
- 2011 BB193
- 2011 BC193
- 2011 BD193
- 2011 BE193
- 2011 BF193
- 2011 BG193
- 2011 BH193
- 2011 BJ193
- 2011 BM193
- 2011 BN193
- 2011 BO193
- 2011 BP193
- 2011 BQ193
- 2011 BR193
- 2011 BS193
- 2011 BT193
- 2011 BY193
- 2011 BZ193
- 2011 BB194
- 2011 BC194
- 2011 BQ194
- 2011 BX194
- 2011 BY194
- 2011 BZ194
- 2011 BA195
- 2011 BB195
- 2011 BF195
- 2011 BG195
- 2011 BJ195
- 2011 BL195
- 2011 BO195
- 2011 BQ195
- 2011 BR195
- 2011 BT195
- 2011 BW195
- 2011 BX195
- 2011 BA196
- 2011 BB196
- 2011 BC196
- 2011 BG196
- 2011 BH196
- 2011 BJ196
- 2011 BN196
- 2011 BP196
- 2011 BU196
- 2011 BZ196
- 2011 BA197
- 2011 BB197
- 2011 BC197
- 2011 BD197
- 2011 BE197
- 2011 BF197
- 2011 BG197
- 2011 BH197
- 2011 BJ197
- 2011 BK197
- 2011 BL197
- 2011 BM197
- 2011 BN197
- 2011 BO197
- 2011 BQ197
- 2011 BR197
- 2011 BZ197
- 2011 BA198
- 2011 BC198
- 2011 BD198
- 2011 BF198
- 2011 BG198
- 2011 BH198
- 2011 BJ198
- 2011 BK198
- 2011 BN198
- 2011 BO198
- 2011 BQ198
- 2011 BR198
- 2011 BS198
- 2011 BT198
- 2011 BV198
- 2011 BW198
- 2011 BB199
- 2011 BC199
- 2011 BE199
- 2011 BF199
- 2011 BJ199
- 2011 BN199
- 2011 BO199
- 2011 BQ199
- 2011 BU199
- 2011 BV199
- 2011 BW199
- 2011 BZ199
- 2011 BC200
- 2011 BD200
- 2011 BE200
- 2011 BF200
- 2011 BG200
- 2011 BH200
- 2011 BJ200
- 2011 BL200
- 2011 BM200
- 2011 BN200
- 2011 BP200
- 2011 BQ200
- 2011 BT200
- 2011 BU200
- 2011 BX200
- 2011 BZ200
- 2011 BA201
- 2011 BB201
- 2011 BE201
- 2011 BF201
- 2011 BG201
- 2011 BH201
- 2011 BJ201
- 2011 BK201
- 2011 BL201
- 2011 BM201
- 2011 BN201
- 2011 BO201
- 2011 BW201
- 2011 BX201
- 2011 BD202
- 2011 BF202
- 2011 BG202
- 2011 BJ202
- 2011 BK202
- 2011 BL202
- 2011 BM202
- 2011 BO202
- 2011 BP202
- 2011 BQ202
- 2011 BS202
- 2011 BT202
- 2011 BU202
- 2011 BV202
- 2011 BY202
- 2011 BB203
- 2011 BN203
- 2011 BO203
- 2011 BP203
- 2011 BQ203
- 2011 BR203
- 2011 BS203
- 2011 BT203
- 2011 BU203
- 2011 BV203
- 2011 BW203
- 2011 BX203
- 2011 BY203
- 2011 BZ203
- 2011 BB204
- 2011 BC204
- 2011 BD204
- 2011 BE204
- 2011 BG204
- 2011 BH204
- 2011 BJ204
- 2011 BL204
- 2011 BM204
- 2011 BN204
- 2011 BO204
- 2011 BP204
- 2011 BQ204
- 2011 BR204
- 2011 BS204
- 2011 BT204
- 2011 BU204
- 2011 BV204
- 2011 BW204
- 2011 BX204
- 2011 BY204
- 2011 BA205
- 2011 BB205
- 2011 BD205
- 2011 BE205
- 2011 BF205
- 2011 BG205
- 2011 BH205
- 2011 BJ205
- 2011 BK205
- 2011 BL205
- 2011 BM205
- 2011 BN205
- 2011 BP205
- 2011 BQ205
- 2011 BS205
- 2011 BT205
- 2011 BV205
- 2011 BW205
- 2011 BX205
- 2011 BY205
- 2011 BZ205
- 2011 BB206
- 2011 BC206
- 2011 BD206
- 2011 BE206
- 2011 BF206
- 2011 BH206
- 2011 BJ206
- 2011 BK206
- 2011 BL206
- 2011 BM206
- 2011 BN206
- 2011 BP206
- 2011 BQ206
- 2011 BR206
- 2011 BT206
- 2011 BU206
- 2011 BV206
- 2011 BW206
- 2011 BX206
- 2011 BY206
- 2011 BZ206
- 2011 BA207
- 2011 BB207
- 2011 BC207
- 2011 BD207
- 2011 BE207
- 2011 BG207
- 2011 BH207
- 2011 BJ207
- 2011 BL207
- 2011 BM207
- 2011 BN207
- 2011 BO207
- 2011 BP207
- 2011 BQ207
- 2011 BR207
- 2011 BS207
- 2011 BT207
- 2011 BU207
- 2011 BW207
- 2011 BX207
- 2011 BY207
- 2011 BZ207
- 2011 BA208
- 2011 BC208
- 2011 BD208
- 2011 BE208
- 2011 BF208
- 2011 BG208
- 2011 BH208
- 2011 BK208
- 2011 BM208
- 2011 BN208
- 2011 BQ208
- 2011 BS208
- 2011 BT208
- 2011 BW208
- 2011 BX208
- 2011 BY208
- 2011 BZ208
- 2011 BA209
- 2011 BB209
- 2011 BC209
- 2011 BE209
- 2011 BF209
- 2011 BG209
- 2011 BH209
- 2011 BJ209
- 2011 BK209
- 2011 BL209
- 2011 BM209
- 2011 BN209
- 2011 BP209
- 2011 BQ209
- 2011 BR209
- 2011 BT209
- 2011 BU209
- 2011 BV209
- 2011 BX209
- 2011 BY209
- 2011 BZ209
- 2011 BC210
- 2011 BD210
- 2011 BE210
- 2011 BF210
- 2011 BG210
- 2011 BL210
- 2011 BN210
- 2011 BO210
- 2011 BP210
- 2011 BQ210
- 2011 BR210
- 2011 BS210
- 2011 BT210
- 2011 BU210
- 2011 BV210
- 2011 BW210
- 2011 BY210
- 2011 BZ210
- 2011 BA211
- 2011 BB211
- 2011 BC211
- 2011 BD211
- 2011 BE211
- 2011 BF211
- 2011 BG211
- 2011 BJ211
- 2011 BK211
- 2011 BL211
- 2011 BM211
- 2011 BN211
- 2011 BO211
- 2011 BP211
- 2011 BR211
- 2011 BS211
- 2011 BT211
- 2011 BU211
- 2011 BV211
- 2011 BW211
- 2011 BX211
- 2011 BZ211
- 2011 BA212
- 2011 BB212
- 2011 BC212
- 2011 BD212
- 2011 BE212
- 2011 BF212
- 2011 BG212
- 2011 BH212
- 2011 BJ212
- 2011 BK212
- 2011 BL212
- 2011 BM212
- 2011 BN212
- 2011 BO212
- 2011 BP212
- 2011 BQ212
- 2011 BS212
- 2011 BT212
- 2011 BU212
- 2011 BV212
- 2011 BW212
- 2011 BX212